# Ольгинський район
Ольгинський район (рос. Ольгинский район) — район Приморського краю. Адміністративний центр — село Ольга.

## Географія
Постановою Президії ВЦВК від 4 січня 1926 року був утворений Ольгинський район з центром у селищі Ольга. Площа району становить 6 415,98 км².
Ольгинській район розташований на узбережжі Японського моря. Територія району має витягнуту вздовж берега конфігурацію. Природними межами є береги моря, гірський хребет Сіхоте-Алінь і його відроги.
Південно-східна межа проходить по березі моря в південно-західному напрямку протяжністю 145 км, від мису Південного до вододілу річок Мілоградовка і Чорної. З цієї точки межа повертає під прямим кутом від берега на північний-захід, проходить по вододілу річок Мілоградовка і Чорної протягом 52 км до хребта Сіхоте-Алінь по кордону з Лазовським районом.
З виходом на хребет межа йде по Сіхоте-Аліню в північно-східному напрямку з великими зламами, відповідно зламам хребта, за винятком району Нижнього, межується протягом 195 км з Чугуївським районом до стику кордонів Ольгинської, Чугуївського і Кавалеровського районів. Тут кордон проходить по сусідству з Кавалеровським районом у східному напрямку по хребту Сіхоте-Алінь - 30 км, потім по вододілу річок Дзеркальної і Бологурова - 30 км з виходом на мис Південний.
Загальна протяжність кордонів - 457 км, у тому числі морський - 145 км, сухопутний - 307 км.